# Pierre de Cros (pseudocardinale)
Pierre Murat de Cros, detto anche Il cardinale di Arles (Saint-Exupéry-les-Roches, 1320 circa – Avignone, 16 novembre 1388), è stato un vescovo e abate francese.
Pseudocardinale originario del Limosino, era figlio di Aymar Murat de Cros e di Marie de Montclar, nipote del cardinale Pierre de Cros e parente prossimo di papa Gregorio XI. Il fratello Giovanni fu vescovo di Limoges dal 1347 al 1371.

## Biografia
Dopo essere stato monaco benedettino nell'Abbazia di San Marziale di Limoges ed abate di quella di Tournus, fu nominato nel 1361 vescovo di Saint-Papoul, carica che tenne fino al 1370, allorché fu nominato arcivescovo di Bourges. Nel 1371 venne nominato, ancorché non ancora cardinale, Camerlengo di Santa Romana Chiesa. Rimase in carica alla sede di Bourges quattro anni e venne quindi nominato arcivescovo di Arles. Dal 1374 al 1376 fu governatore del Contado Venassino. Con il fratello Giovanni ebbe un ruolo importante nel corso dello Scisma d'Occidente, schierandosi dalla parte dell'antipapa Clemente VII. Infatti, incaricato di preparare il conclave del 1378, si trovò l'8 aprile di quell'anno assediato, con i cardinali partecipanti al conclave, dai romani che pretendevano l'elezione di un italiano. Eletto papa l'arcivescovo di Bari Bartolomeo Prignano, che assunse il nome di Urbano VI, Pietro di Cros fuggì con i 12 cardinali dissidenti ad Anagni ed il 20 settembre a Fondi fu eletto l'antipapa Clemente VII, al quale Pietro di Cros diede la sua fiducia, venendo così scomunicato da Urbano VI, dopo di che se ne andò ad Avignone con l'antipapa. Quest'ultimo, nel 1383, lo elevò alla porpora con il titolo di cardinale presbitero dei Santi Nereo e Achilleo.
Fu durante il suo episcopato di Arles che si svolse la guerra dell'Unione di Aix, nella quale si opponevano in Provenza le due fazioni dei sostenitori dei pretendenti alla successione della regina Giovanna, Carlo di Durazzo e Luigi I d'Angiò, fratello del re di Francia, Carlo V, appoggiati rispettivamente da papa Urbano VI e dall'antipapa Clemente VII.
Egli fu oggetto di forti accuse nella sentenza di scomunica pronunciata da papa Urbano VI contro l'antipapa Clemente VII.
Dopo la morte, la sua salma fu inumata in un mausoleo marmoreo presso l'altare della chiesa del Collegio di San Marziale in Avignone, alla cui fondazione lui stesso aveva contribuito.